# Rusty Nail

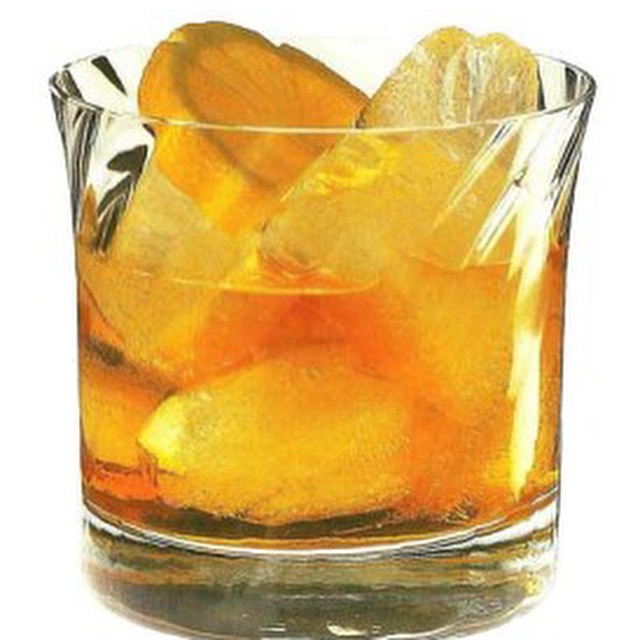
Rusty Nail

Der Rusty Nail (engl. für Rostiger Nagel) ist ein alkoholhaltiger Cocktail aus Scotch (schottischem Whisky) und Drambuie, einem Likör auf Whisky-Basis mit Honig und Kräutern. Er gehört zu den Shortdrinks.
Whisky und Drambuie werden dabei, meist im Verhältnis 2:1, in einen kleinen Tumbler gegeben und mit einigen Eiswürfeln kalt gerührt und on the rocks serviert. Als Garnierung kann ein Twist aus Zitronenschale verwendet werden.
Trotz seiner rein schottischen Zutaten ist der Cocktail eine Erfindung aus den Vereinigten Staaten, wo er in den 1950er Jahren populär wurde. Der ungewöhnliche Name des Cocktails ist vermutlich auf seine rostfarbene Färbung zurückzuführen. Einer modernen Sage zufolge stammt der Name jedoch von der Verwendung rostiger Nägel bei der Zubereitung. Schottische Barkeeper hätten, um sich an ungehobelten amerikanischen Kunden zu rächen, rostige Nägel zum Rühren verwendet.
Der Hersteller von Drambuie bewarb sein Getränk 1989/1990 in Zeitschriften mit folgender Anekdote: 1799 gerieten die schottischen Brüder Rusty und Dusty Nail in schweren Streit darüber, wem die Erfindung eines neuen Getränkes aus Scotch und Drambuie zuzuschreiben sei. Der Streit eskalierte und endete in einem Pistolenduell, das nur einer der Brüder überlebte.